# Hundeshale
Hundeshale er navnet på en landsby i det nordlige Tyskland, beliggende øst for Husum i Mildsted Sogn (Sønder Gøs Herred) i det vestlige Sydslesvig. Hundeshale blev første gang nævnt 1438 som Hundeshål, men kom på tysk senere til at hedde Rosendal (på tysk Rosendahl) i betydning af ryddet dal. Navnet Hundeshale selv er en territorial betegnelse i overført betydning. 1974 blev Hundeshale/Rosendal indlemmet i Mildsted Kommune.